# La pelirroja con blusa blanca
La pelirroja con blusa blanca es un cuadro del pintor Henri de Toulouse-Lautrec, realizado en 1889, que se encuentra en el Museo Thyssen-Bornemisza de Madrid.

## El tema
El pintor retrata a una de sus modelos preferidas en su etapa parisina, Carmen Gaudin, que fascinaba al artista por su cabello pelirrojo y su blanca piel. Así, se convirtió en la protagonista de una serie de obras como Carmen Gaudin, La lavandera, Carmen de frente, Carmen la pelirroja o Carmen la pelirroja con cabeza baja. Otros pintores, como Albert Besnard, Émile Bernard, Henri Rachou y François Gauzi también la tomarían como modelo.
Esta y las demás obras mencionadas fueron pintadas en el interior del taller que tenía junto a Henri Rachou en la rue Ganneron de París y no en el exterior, escenario preferido por los pintores impresionistas coetáneos.
La mayor parte de la producción de Toulouse-Lautrec fueron bocetos sobre papel e ilustraciones (viñetas satíricas, carteles), con los cuales se hizo popular ya en vida y le sirvieron para mantenerse económicamente. Por el contrario, sus pinturas al óleo son escasas y no tuvieron gran repercusión en exposiciones o ventas.